# Veðurárdalsegg
Veðurárdalsegg är en ås i republiken Island. Den ligger i regionen Austurland, 270 km öster om huvudstaden Reykjavík.